# Primeiro-ministro de Barbados
O Primeiro-ministro de Barbados é o chefe de governo de Barbados. O primeiro-ministro é nomeado por Elizabeth II, Rainha de Barbados (representada pelo Governador-geral) sob os termos da Constituição de 1966. Como detentor nominal da autoridade executiva, o governador-geral é responsável pela condução das eleições parlamentares e pela proclamação de um dos candidatos como primeiro-ministro. 

## História
Como ex-colônia britânica, Barbados adotou, em grande parte, modelos políticos britânicos e segue o sistema de governo Westminster, ou Gabinete, no qual o ramo executivo do governo é responsável perante a legislatura. O primeiro-ministro é nomeado pelo governador-geral. Se o primeiro-ministro morrer, como aconteceu em três ocasiões, o governador-geral indicará um substituto do Parlamento para servir o restante do mandato de cinco anos do Parlamento. O primeiro-ministro também deve ser apoiado, ou pelo menos aceito, por uma maioria na Casa da Assembléia. Se a qualquer momento o primeiro-ministro perde a "confiança" da Câmara, ele deve renunciar, juntamente com todo o gabinete. Na prática, isso geralmente reduz a nomeação do primeiro-ministro para uma formalidade, já que o líder parlamentar do partido político ou coligação majoritária é invariavelmente nomeado. Se, no entanto, não existir tal partido majoritário ou coligação, seja devido à fragmentação eleitoral ou a realinhamentos partidários após uma eleição, o papel do governador-geral torna-se muito mais importante. O governador-geral deve procurar encontrar um candidato aceitável para a maioria da Câmara; se tal candidato não puder ser encontrado, o governador-geral deve dissolver o Parlamento e convocar uma novas eleições. Se o primeiro-ministro em exercício perder seu cargo em uma eleição parlamentar, ele também pode não ser o primeiro-ministro. 
O primeiro-ministro de Barbados é tecnicamente o "primeiro entre iguais", cujo voto nas reuniões do Gabinete não tem peso maior do que o de qualquer outro ministro . Na prática, o primeiro-ministro domina o governo. Outros ministros são nomeados pelo governador-geral, mas a conselho do primeiro-ministro, e podem ser demitidos por ele/ela a qualquer momento (embora seu controle sobre as nomeações ministeriais possa ser moderado pelas realidades da política de coalizão: o líder ou os líderes dos parceiros da coalizão podem insistir em ter uma palavra a dizer também sobre o assunto). 

## Titulares
Sir Grantley Herbert Adams foi nomeado primeiro premiê de Barbados em 1º de fevereiro de 1953, quando Barbados alcançou o autogoverno completo. Quando Barbados negociou a independência política total da Grã-Bretanha em 30 de novembro de 1966, o cargo foi renomeado para primeiro-ministro. Apesar do renomeamento, as funções do cargo não foram alteradas significativamente, e a tabela abaixo, portanto, conta o mandato de Sir Grantley como Premier, como parte da visão geral do Ministério. Houve 3 premiers e 8 primeiros-ministros após a independência. Os atuais ex-primeiros-ministros de Barbados são o Rt Hon. Lloyd Erskine Sandiford, o Rt Hon. Owen Arthur e o Rt Hon. Freundel Stuart . 

## Responsabilidades
O primeiro-ministro aconselha a coroa, nomeia ministros, controla a maioria na Câmara dos Deputados e nomeia 12 senadores. Embora o primeiro-ministro seja nomeado pelo governador-geral de Barbados, eles são quase sempre o líder do partido majoritário. 

## Lista de primeiros-ministros
Lista de primeiros-ministros de Barbados

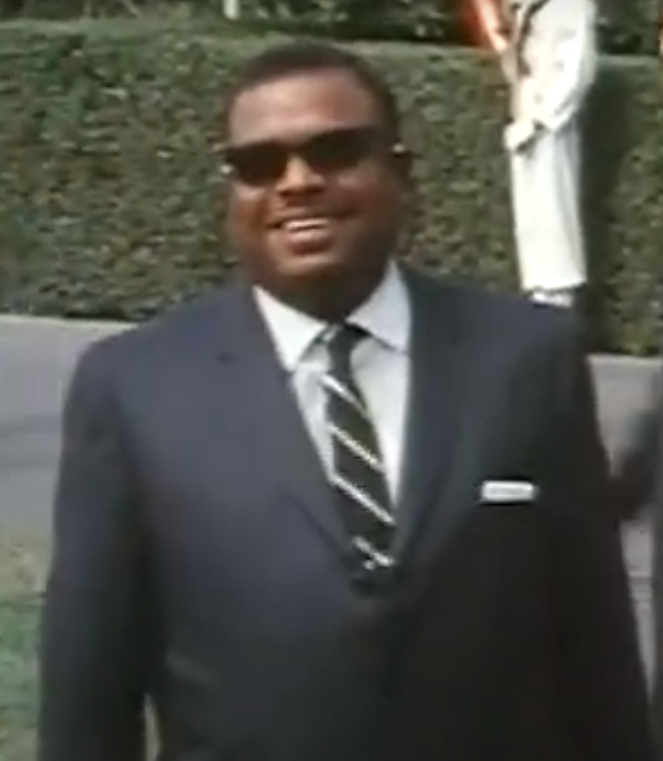
Errol Barrow(1966-1976)
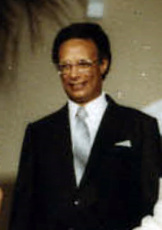
John "Tom" Adams(1976-1985)
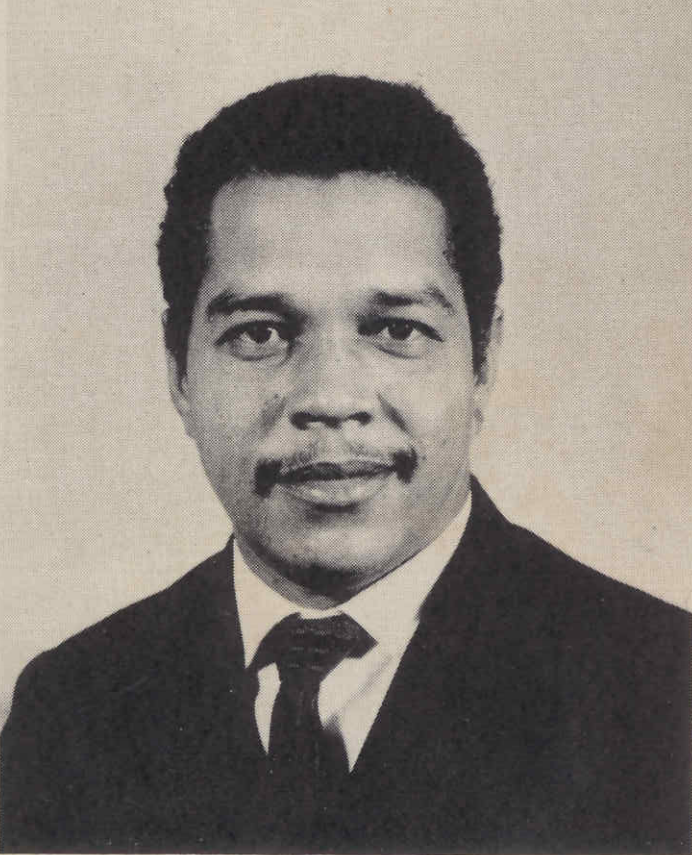
Bernard St. John(1985-1986)
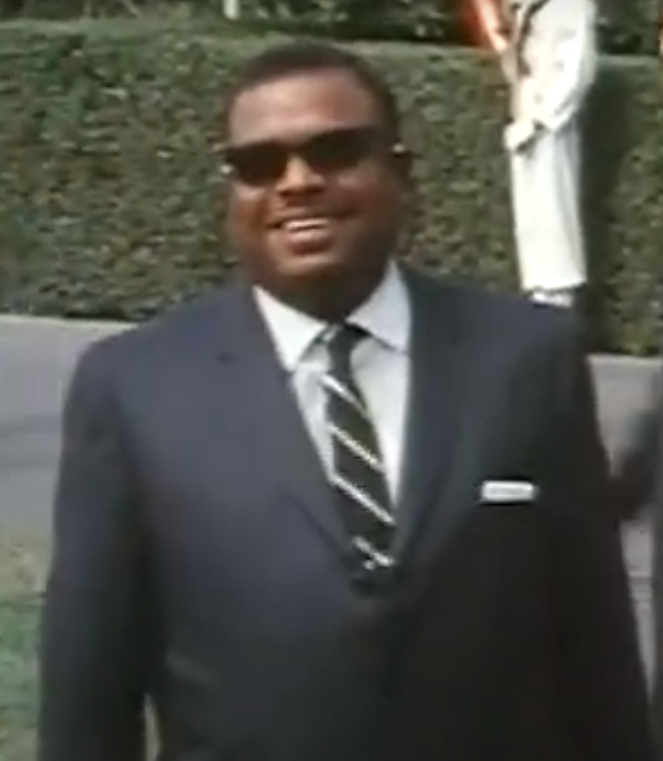
Errol Barrow(1986-1987)
Erskine Sandiford(1987-1994)
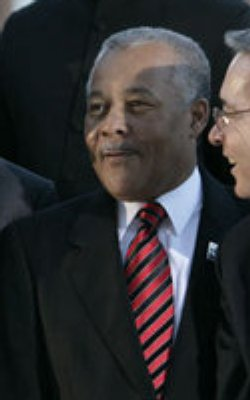
Owen Arthur(1994-2008)
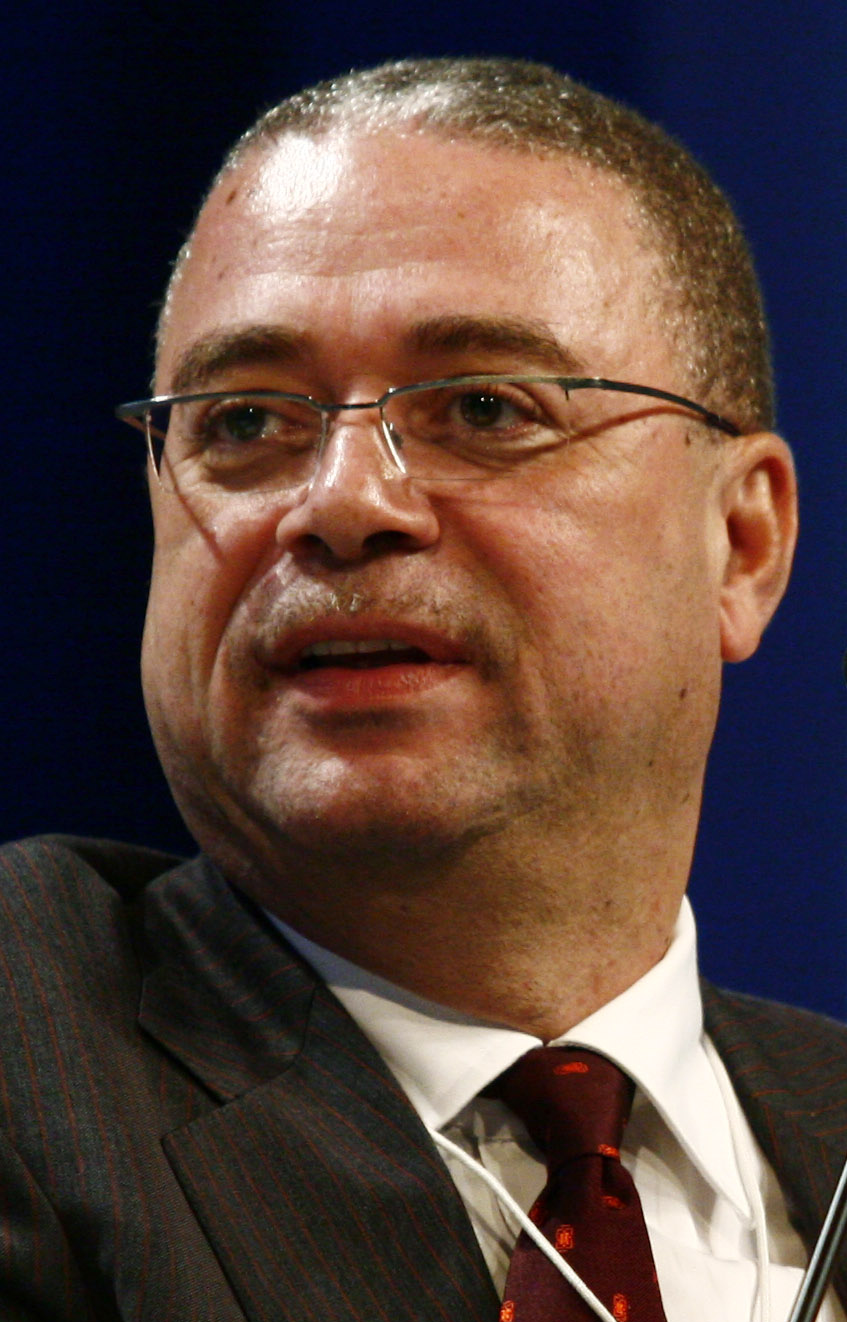
David Thompson(2008-2010)
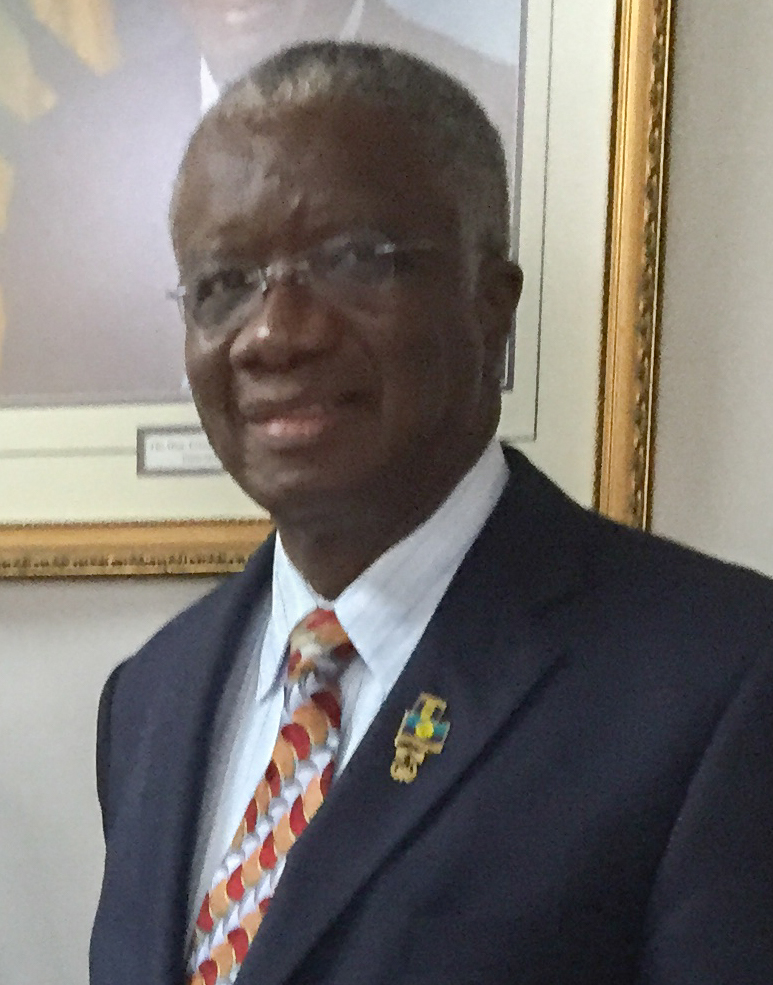
Freundel Stuart(2010-2008)

## Juramento de posse
| " | Eu, _________________________, sendo nomeado Primeiro-ministro, juro que irei, ao melhor de meu julgamento, em todos os momentos quando necessário, dar livremente meu conselho ao Governador-geral (ou a qualquer outra pessoa por enquanto que esteja legalmente realizando as funções desse cargo) para a boa gestão dos assuntos públicos de Barbados, e eu também juro que não vou a qualquer momento divulgar o conselho, opinião ou voto de qualquer ministro ou secretário parlamentar e que eu não irei, exceto com a autoridade do Gabinete e na medida em que for necessário para a boa gestão dos negócios de Barbados, direta ou indiretamente revelar o negócio ou processo do Gabinete ou a natureza ou conteúdo de qualquer documentos que me foram comunicados como Primeiro-ministro ou qualquer assunto que venha a ser do meu conhecimento, e que em todas as coisas serei um Primeiro-ministro verdadeiro e fiel. Que Deus me ajude. |  |